# Notiolofos
Notiolofos is een geslacht van uitgestorven hoefdieren uit de Litopterna. Dit dier leefde tijdens het Eoceen in Antarctica.

## Voorkomen
Het geslacht omvat twee soorten, de typesoort N. arquinotiensis en N. regueroi. N. arquinotiensis werd in 2006 als Notolophus arquinotiensis beschreven op basis van enkele fossiele tanden. Nadat was gebleken dat de naam Notolophus al in gebruik was voor een geslacht van motten, werd de geslachtsnaam aangepast naar Notiolofos. N. regueroi werd in 2017 beschreven aan de hand van een fossiele kies De fossielen van Notiolofos zijn gevonden in de La Meseta-formatie op Seymour-eiland. Destijds was Antarctica nog verbonden met Zuid-Amerika door middel van de Weddell-landbrug als restant van het voormalige supercontinent Gondwana. Fossielen van N. arquinotiensis zijn gevonden in meerdere lagen van de La Meseta-formatie en dateren van circa 55 tot 34 miljoen jaar geleden. N. regueroi is alleen bekend uit de Cucullaea I-laag uit het Laat-Ypresien en de vondst dateert van ongeveer 53 miljoen jaar geleden.

## Kenmerken
N. regueroi had het formaat van een schaap met een geschat gewicht van 25 tot 57 kilogram. N. arquinotiensis was beduidend groter met een geschat gewicht van ongeveer 400 kilogram, het formaat van een grote muskusos. Notiolofos was een bladeter.

## Verwantschap
Notiolofos behoort tot de familie Sparnotheriodontidae en het is het nauwst verwant aan Victorlemoinea, bekend van fossiele vondsten uit het Laat-Paleoceen en Vroeg-Eoceen van Patagonië en het Braziliaanse Itaboraí-bekken.